# ۱۹-یدوکلسترول
۱۹-یدوکلسترول (به انگلیسی: 19-Iodocholesterol) یک ترکیب شیمیایی با شناسه پاب‌کم ۲۱۱۵۰۷۵۷ است. 